# Carex nigra
Carex nigra é uma espécie de planta com flor pertencente à família Cyperaceae. 
A autoridade científica da espécie é (L.) Reichard, tendo sido publicada em Flora Moeno-Francofurtana 2: 96. 1778.

## Portugal
Trata-se de uma espécie presente no território português, nomeadamente em Portugal Continental.
Em termos de naturalidade é nativa da região atrás referida.

## Protecção
Não se encontra protegida por legislação portuguesa ou da Comunidade Europeia.